# Millardia kathleenae
Millardia kathleenae är en däggdjursart som beskrevs av Thomas 1914. Millardia kathleenae ingår i släktet indiska mjukpälsråttor, och familjen råttdjur. Internationella naturvårdsunionen kategoriserar arten globalt som livskraftig. Inga underarter finns listade i Catalogue of Life.
Arten lever i centrala Myanmar kring berget Popa. Den vistas där i buskskogar med sandig mark.
Denna gnagare blir 13 till 16,5 cm lång (huvud och bål) och den har en 12 till 15,5 cm lång svans. Arten har brun till gråbrun päls på ryggen och ljusgrå till vit päls på undersidan. Pälsen bildas av ganska korta mjuka hår. Dessutom är svansen uppdelad i en mörk ovansida och en ljus undersida. Några individer har en vit svansspets. I de gula övre framtänderna finns inga rännor. Andra råttdjur från samma region med tvåfärgad svans har styvare päls.
Individerna är aktiva på natten och går främst på marken. Antagligen vilar de i underjordiska bon.